# Nyctemera macklotsi
Nyctemera macklotsi är en fjärilsart som beskrevs av Adalbert Seitz 1915. Nyctemera macklotsi ingår i släktet Nyctemera och familjen björnspinnare. Inga underarter finns listade i Catalogue of Life.